# فيتوريو باريجيني
فيتوريو باريجيني (بالإيطالية: Vittorio Parigini)‏ (25 مارس 1996 بمونكالييري في إيطاليا - ) هو لاعب كرة قدم إيطالي في مركز الوسط. شارك مع منتخب إيطاليا تحت 16 سنة لكرة القدم ومنتخب إيطاليا تحت 17 سنة لكرة القدم ومنتخب إيطاليا تحت 18 سنة لكرة القدم ومنتخب إيطاليا تحت 19 سنة لكرة القدم ومنتخب إيطاليا تحت 20 سنة لكرة القدم ومنتخب إيطاليا تحت 21 سنة لكرة القدم. أما مع النوادي، فقد لعب مع نادي بيروجيا ونادي تورينو ويوفي ستابيا.

## وصلات خارجية
- فيتوريو باريجيني على موقع الاتحاد الدولي (مؤرشف)  (الإنجليزية)
- فيتوريو باريجيني على موقع الاتحاد الأوربي (الإنجليزية)
- فيتوريو باريجيني على موقع قاعدة بيانات كرة القدم.إي يو (الإنجليزية)
- فيتوريو باريجيني على موقع Soccerbase.com (لاعب) (الإنجليزية)
- فيتوريو باريجيني على موقع Soccerway.com (الإنجليزية)
- فيتوريو باريجيني على موقع عالم كرة القدم.نت (الإنجليزية)
- فيتوريو باريجيني على موقع AS.com (الإسبانية)